# Diócesis de Montemarano
La diócesis de Montemarano (en latín: Dioecesis Montis Marani) es una sede suprimida de la Iglesia católica. En la actualidad es sede titular episcopal. El título lo ostenta Salvatore Pennacchio, nuncio apostólico en India y Nepal.

## Territorio
La diócesis comprendía los poblados de Montemarano, Volturara Irpina, Castelfranci y Castelvetere sobre el Calor. La sede episcopal era el borgo irpino de Montemarano, donde se encontraba la catedral de la Asunción de María.

## Historia
La diócesis de Montemarano está atestiguada por primera vez en la bula, con la que el papa Esteban IX, el 24 de enero de 1058, confirmaba al arzobispo Udalrico de Benevento sus derechos metropolitanos, añadiendo a las precedentes diócesis sufragáneas, enumeradas en la bula del papa León IX, de 1053, otras diócesis, entre las cuales estaba la de Montemarano. La diócesis probablemente fue erigida entre el 1053 y el 1058, bajo el dominio de los Normandos.
El primer obispo conocido es Giovanni de Montemarano, que murió en fama de santidad el 14 de abril de 1095. Un obispo anónimo, documentado por Cappelletti, tomó parte, en 1119, de la traslación de las reliquias de diversos santos hecha del metropolita Landolfo de Benevento. Sigue el obispo Giacomo I, que en el mes de julio de 1158 asistió a la donación de la iglesia de San Juan de Gualdo, hecha por Simone de Tivilla, señor de Montella. La serie episcopal de Montemarano se hace continua y menos lagunosa solo a partir del finales del siglo XIII.
Hacia la mitad del siglo XIV, la diócesis vivió un momento de grave descenso interior causado por la división del capítulo de la catedral, que llevó una doble elección: Pietro, que fue confirmado por el metropolita Arnaldo de Benevento, y Ángel Audini, que apeló a la Santa Sede para ver reconocida la propia legitimidad. A causa de la muerte de papa Juan XXII (1334), las cosas no tuvieron resolución, solo en 1340, cuando el papa Benedicto XII puso fin a la controversia dando razón al obispo Pietro, que estuvo confirmado en la sede.
Entre los obispos del siglo XVI se distingue en particular el franciscano español Antonio Gaspar Rodríguez (1552-1570), quien tomó parte en el concilio de Trento, reunió diversos sínodos diocesanos para la aplicación de las reformas conciliares, sobre todo sobre la disciplina eclesiástica. En 1570 fue promovido a la sede arzobispal de Lanciano. Su sucesor Marcantonio Alferio (1571-1595) hizo la primera visita pastoral, dejando un informe, la primera que se conoce, sobre el estado de la diócesis. Otros obispos importantes fueron: Marcantonio Genovesi (1603-1611), célebre jurisconsulto, del cual se conservan los aptos sinodales, que celebró cada año de su permanencia en Montemarano; Giuseppe Labonia, que gobernó la iglesia de Montemarano por cincuenta años, del 1670 a 1720, y se distinguió por su caridad con los pobres y los huérfanos; Giovanni Ghirardi (1726-1745), que reconstruyó la catedral, solemnemente reconsagrada en 1727, y que convocó numerosos sínodos diocesanos. De acuerdo al concordado, el 27 de junio de 1818, la diócesis fue suprimida, mediante bula De utiliori, por el papa Pío VII y su territorio fue agregado a la diócesis de Nusco.

Desde 1968, Montemarano es sede episcopal titular de la Iglesia católica; el actual titular es Salvador Pennacchio, nuncio apostólico en India y Nepal.

## Episcopologio

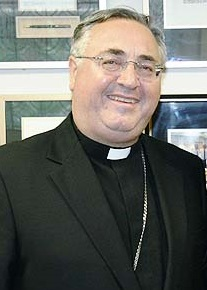
Salvatore Pennacchio, nuncio apostólico en India y Nepal, ostenta el título de obispo de Montemarano.

### Obispos de Montemarano
- Giovanni I, O.S.B. † (ca. 1084-1095)[4]
- Anónimo † (mencionado en 1119)
- Giacomo I † (mencionado en 1158)
- Giovanni II † (antes de 1174-después de 1179)
- Leone † (mencionado en 1183)
- Anónimo † (mencionado en 1215)
- Anónimo † (mencionado en 1254)
- Matteo da Monteforte † (mencionado en 1266)
- Giacomo II † (mencionado en 1275)
- Ruffino † (ca. 1290-1296)
- Corrado † (1296 -?)
- Pietro I † (mencionado en 1329)
- Barbato † (mencionado en 1331 ca.)
- Pietro II † (1334-1343)
- Ponzio Excondevilla, O.P. † (1343-1346)
- Marco Manente Franceschi, O.F.M. † (1346-?)
- Andrea † (?-1349)
- Nicola da Bisaccia † (1350-1364)
- Giacomo Cotelle, O.F.M. † (1364-?)
- Antonio da Fontanarossa, O.F.M. † (1372-?)
- Agostino I † (1396-?)
- Agostino II † (1413-?)
- Martino † (mencionado en 1423)
- Marino da Monopoli, O.F.M. † (1452-?)[5]
- Ladislao † (1462-?)
- Agostino da Siena, O.F.M. † (1477-?)
- Simeone Dantici, O.F.M. † (1484-?)
- Antonio Bonito, O.F.M. † (1487-1494)
- Giuliano Isopo, O.Carm. † (1494-1516)
- Pietro Giovanni de Melis † (1516-1517)
- Severo Petrucci † (1517-1520)
- Andrea Aloisi † (1520-1528)
- Giuliano Isopo, O.Carm. † (1528)
- Gerolamo Isopo, C.R.L. † (1528-1551)
- Antonio Gaspar Rodríguez, O.F.M. † (1552-1570)
- Marcantonio Alferio † (1571-1595)
- Silvestro Branconi † (1596-1603)
- Marcantonio Genovesi † (1603-1611)
- Eleuterio Albergone, O.F.M.Conv. † (1611-1635)
- Francesco Antonio Porpora † (1635-1640)
- Urbano Zambotti, C.R. † (1640-1657)
- Giuseppe Battaglia † (1657-1669)
- Giuseppe Labonia, O.A.D. † (1670-1720)
- Giovanni Crisostomo Verchio, O.S.B.I. † (1720-1726)
- Giovanni Ghirardi † (1726-1745)
- Innocenzo Sanseverino † (1746-1753)
- Giuseppe Antonio Passanti † (1753-1774)
- Onofrio Maria Gennari † (1774-1805)
  - Sede vacante (1805-1818)
  - Sede suprimida

### Obispos titulares
- Alejo del Carmen Obelar Colman, S.D.B. † (1969-1989)
- Salvador Pennacchio (1998-en la sede)